# Semiarianesimo
Il Semiarianesimo è stata una dottrina cristologica, corrente dell'Arianesimo, attiva in particolare nel IV secolo.
Secondo l'Arianesimo la natura divina del Figlio è sostanzialmente inferiore a quella di Dio e, pertanto, vi è stato un tempo in cui il Verbo di Dio non è esistito e che dunque sia stato creato; inoltre il Figlio sarebbe di «sostanza simile» (in greco «homoiousios») al Padre invece che «della stessa sostanza» («homoousios») del Padre.
In particolare, i Semiariani si distinguevano dagli altri Ariani in quanto ritenevano «il Figlio simile al Padre ma non per proprietà di natura, bensì per dono di grazia, nei limiti, cioè, in cui la Creatura può essere paragonata al Creatore».
Tra i sostenitori del Semiarianesimo ci furono lo stesso Ario, dopo il ritorno dall'esilio (331 o 334) ed Eusebio di Nicomedia, consigliere spirituale dell'imperatore Costantino I nell'ultima fase della sua vita.